# Sean Gunn (natation)
Cet article concerne un nageur zimbabwéen. Pour l'acteur américain, voir Sean Gunn.
Sean Gunn, né le 23 décembre 1993 à Harare, est un nageur zimbabwéen. 

## Carrière
Sean Gunn obtient la médaille de bronze du relais 4 x 100 mètres quatre nages mixte avec Kirsty Coventry, Tarryn Rennie et James Lawson, aux Jeux africains de 2015 à Brazzaville ; il est aussi cinquième des finales des 50 et 100 mètres nage libre et du 4 x 100 mètres nage libre et huitième de la finale du 200 mètres nage libre.
Il participe aux Jeux olympiques d'été de 2016 à Rio de Janeiro, où il est éliminé en séries du 100 mètres nage libre, battant néanmoins le record du Zimbabwe sur cette distance en 50 s 87.